# 高木しげよし
高木 しげよし（たかぎ しげよし、7月17日 - ）は、日本の漫画家。石川県出身。白泉社の漫画雑誌、『LaLaDX』にて主に作品を発表している。
同じ白泉社の漫画雑誌『花とゆめ』の作家陣の一員であるモリエサトシとは双子の姉妹である。

## 作品リスト

### 連載・不定期掲載
- 花にアラシ（LaLaDX 2006年 - 2008年）
- 百獣キングダム（LaLa・LaLaDX 2008年 - 2009年）
- フィルムガール（LaLa・LaLaDX 2009年 - 2011年）
- それが世界のフツーになる（原作：綾奈ゆにこ、コミックZERO-SUM 2013年 - 2015年）
- いつかの青春（別冊花とゆめ 2014年[2] - 2015年）
- 極刑学園（別冊花とゆめ・マンガPark 2017年[3] - 2018年）

### 読切
- 笑顔を君に（ザ花とゆめ 2001年5月1日号） - 第300回HMC努力賞受賞
- 太陽エナジィ（ザ花とゆめ 2002年4月1日号） - 第39回BC賞佳作受賞
- シュガーベイビーズ（ザ花とゆめ 2002年10月1日号）
- 夜明け前（ザ花とゆめ 2003年10月1日号）
- 人工呼吸の必要（LaLaDX 2006年1月号） - 第40回LMGゴールドデビュー賞受賞、『花にアラシ』第1巻に併録
- 触れる温度（LaLa 2006年6月号） - 『花にアラシ』第2巻に併録
- ビタートラップ（LaLaスペシャル 2008年10月号） - 『百獣キングダム』に併録
- 暗夜光路（LaLaDX 2009年7月号） - 『フィルムガール』第2巻に併録
- ワンダフルカフェにようこそ（LaLa 2009年10月号） - 『フィルムガール』第2巻に併録
- バラと弾丸（LaLaスペシャル 2010年2月号）
- 人魚ヶ淵（LaLaDX 2010年5月号）
- 両手にくちづけ（LaLa 2010年8月号）
- 悪魔に慈しみの手を（ARIA 2011年8月号）
- ワキヤクサバイバル（原作：銅☆萬福、ジャンプ改 2013年12月号、2014年1月号）
- イロトリドリの世界（別冊花とゆめ 2014年9月号） - 『いつかの青春』に併録

### 単行本
- 『花にアラシ』白泉社〈花とゆめコミックス〉2008年、全2巻
- 『百獣キングダム』白泉社〈花とゆめコミックス〉2009年、全1巻
- 『フィルムガール』白泉社〈花とゆめコミックス〉2010年 - 2011年、全2巻
- 『それが世界のフツーになる』一迅社〈ZERO-SUMコミックス〉2014年 - 2015年、全3巻、原作：綾奈ゆにこ
- 『いつかの青春』白泉社〈花とゆめコミックス〉2015年、全1巻
- 『極刑学園』白泉社〈花とゆめコミックス〉2017年 - 、既刊2巻